# Con cái toàn thời gian
Con cái toàn thời gian (tiếng Trung: 全职儿童; Hán-Việt: Toàn chức nhi đồng; bính âm: Quánzhí Értóng) hoặc con gái/con trai toàn thời gian là một nghề nghiệp mới ở Trung Quốc, khi mà cha mẹ trả tiền cho con cái làm việc nhà suốt ngày đêm và luôn sẵn sàng giúp đỡ họ. Những đứa con này cũng được trả lương ngang bằng với một công nhân trung bình với mức lương hàng tháng là 4.000-8.000 nhân dân tệ hoặc tương đương 500-1.100 đô la Mỹ. Xu hướng này được tổ chức thông qua mạng internet. Tỷ lệ thất nghiệp cao và động lực gia đình được trích dẫn là lý do cho sự tồn tại của nghề này.